# Ponç de Saguàrdia
Ponç de Saguàrdia (Segle XIII - Cotlliure, 1300) fou un noble català i del Regne de Mallorca.
Fill de Ramon Saguàrdia i Tomassa de Saportella, va esdevenir el senyor de Canet en casar-se amb Timbor de Canet, amb qui tingué set fills: Ramon, Galceran, Guillem, Marquesa, Esclarmunda, Maria i Joana. A la mort de Jaume I el Conqueridor, Ponç passà a ser vassall de Jaume II de Mallorca pel Vescomtat d'Illa que heretà d'Esclarmonda de Canet.

## Croada de Jaume I
Va participar en la frustrada Croada de Jaume I a Terra Santa el 1269 sent dels pocs que va arribar a Sant Joan d'Acre, amb Ferran Sanxís de Castre i Pere Ferrandis, fills naturals del rei, Galceran V de Pinós, oncle seu, i altres cavallers catalans i aragonesos, després que una tempesta dispersés l'estol.

## Les revoltes feudals
Ponç lluità contra Jaume el Conqueridor en la revolta que Ferran Sanxis de Castre va liderar el 1275 i que va acabar amb la mort del fill del rei. Durant les revoltes dels nobles contra Pere el Gran, està al costat dels revoltats, i és probable que estigués entre els assetjats de Balaguer el 1280 perquè es coneix que va estar en captivitat durant una anyada amb els béns confiscats.

## Croada contra la Corona d'Aragó
Jaume II de Mallorca es va alinear amb els croats de Felip III de França, i Ponç era el governador de Mallorca quan tingué lloc l'expedició d'Alfons el Franc per confiscar el Regne el 1285, capitulant l'illa el 24 de novembre. L'1 de desembre de 1285 va rebre el permís del rei Alfons el Franc per deixar l'illa i refugiar-se a Cotlliure, territori encara controlat per Jaume II de Mallorca.